# Bartłomiej Urbański
Bartłomiej Urbański (Grójec, Polonia, 15 de mayo de 1998) es un futbolista polaco que juega de centrocampista en el Willem II Tilburg de la Eredivisie holandesa. 

## Carrera
Bartłomiej Urbański comenzó en las categorías inferiores del Polonia Varsovia en 2010. En 2015 es fichado por el Legia de Varsovia rival, pasando dos años en el segundo equipo para finalmente ser ascendido junto a Mateusz Hołownia a la plantilla principal comandada por Jacek Magiera. En verano de 2017 se hizo efectiva su compra por el Willem II Tilburg.